# 女子美術大学付属高等学校・中学校
女子美術大学付属高等学校・中学校（じょしびじゅつだいがくふぞくこうとうがっこう・ちゅうがっこう）は、東京都杉並区和田一丁目に所在する私立女子高等学校・中学校。略称は「女子美（じょしび）」。女子美術大学の付属学校。

## 概要
私立の美術学校としては最も長い歴史を持つ美術の名門女子美術大学付属校であり、国内唯一の美術大学付属校である。美術分野を始め各分野に多くの人材を輩出している。1900年に日本で初めて設立された女子美術教育機関として、彫刻家の藤田文蔵（元・東京美術学校教授）、横井玉子、田中晋、谷口鉄太郎らが発起人となり、私立女子美術学校が開校した。1915年に女子美術学校付属高等女学校が開校。旧佐藤高等学校を経て、現在は私立の女子中高一貫校。美術教育を中心とした教育課程を構成している。
創立以来、美術活動を通し感性を磨き、社会に貢献できる自立した女性を目指す教育方針が採られ、生徒の自主性を重視する教育方針が貫かれている。「知性が感性を支える」を理念に美術教育と学科の両面を重視した教育課程を構成。美術家、デザイナー、クリエーターとして活躍する卒業生を多く輩出している。

## 沿革
- 1900年 - 私立女子美術学校設立。
- 1901年 - 本郷区弓町（現在の文京区本郷）に弓町校地が落成。初代校長に藤田文蔵が就任。
- 1908年 - 弓町校地が火災により焼失。
- 1909年 - 本郷菊坂町に菊坂校地が落成し弓町より移転。
- 1915年 - 菊坂校地に女子美術学校付属高等女学校を開校。初代校長に佐藤志津（私立女子美術学校長を兼任）が就任[1]。
- 1916年 - 女子美術学校付属高等女学校を私立佐藤高等女学校へ改称（同年1月17日）。戸野みちゑが第二代学校長に就任[2]。佐藤志津は名誉校長に就任。
- 1917年 - 鏡友会が発足（同年6月25日）[3]。
- 1919年 - 第三代学校長に浜 幸次郎が就任[4]。
- 1928年 - 菊坂校地の老朽化と狭隘化により新校地を豊多摩郡和田堀町和田に取得（同年6月）[5][6]。
- 1935年 - 杉並校地が落成し和田本町（現在の和田）へ移転[5]。菊坂校地は私立佐藤高等女学校専用校地となる[5]。「梅」「松」「桜」の3学級に「竹」を追加し4学級体制となる[7]。
- 1940年 - 第四代学校長に土田忠二が就任[8]。
- 1943年 - 私立向島高等女学校の廃校により佐藤高等女学校第三学年と第四学年にそれぞれ生徒50名を受け入れる。「菊」を追加し5学級体制となる[9]。
- 1944年 - 第五代学校長に加藤成之が就任[10]。
- 1945年 - 空襲により菊坂校地が全焼。私立佐藤高等女学校は杉並校地へ移転[5]。
- 1947年 - 学制改革により新制佐藤中学校開設（同年4月）。「先生と父母の会」（PTA）が発足（同年10月1日）[11]。当初の会員は430名。名誉会長に加藤成之が就任。
- 1948年 - 学制改革により新制佐藤高等学校開設（同年3月）。
- 1949年 - 第六代学校長に佐藤達次郎（大正10年から昭和19年まで私立女子美術学校長）が就任[12]。
- 1951年 - 佐藤高等学校・中学校を女子美術大学付属高等学校・中学校へ改称。
- 1954年 - 桑沢洋子デザインのプリーツスカート・リボン型制服を採用（同年4月より）[13]。
- 1957年 - 第七代学校長に加藤成之が再就任（女子美術大学長を兼任）[10]。
- 1960年 - 長野県軽井沢町に「軽井沢寮」を開設。女子美術大学創立60年記念祭を挙行（同年10月29・30・31日）。
- 1962年 - 杉並校地6号館（旧・付属校舎、現・芸術学部校舎）が3月に落成し、同年5月26日に竣工式を挙行。
- 1963年 - 中学校各学年2クラス（計6クラス）353名と高等学校1・2年各5クラス（計10クラス）、高等学校3年3クラス710名を合わせ19クラス・1063名を収容。
- 1964年 - 「東京都高等学校生徒急増対策」の実施に伴い高等学校を16クラス体制とし、計22クラス・1200名を収容。「楓」を新設（3年間のみ）[9]。
- 1967年 - 「東京都高等学校生徒急増対策」の終了に伴い21クラス・1150名へ減員[14]。
- 1971年 - 第八代学校長に小串辰子が就任（同年1月）[15]。
- 1976年 - 付属アトリエ校舎（現・9号館）が落成[16]。
- 1980年 - 女子美術大学創立80周年記念式典挙行。女子美術大学八十年史を発行[16]。
- 1986年 - 第九代学校長に古川成太郎が就任[16]。
- 1989年 - 第十代学校長に美術史家の永井信一（女子美術大学名誉教授）が就任[16]。
- 1990年 - 女子美術大学創立90周年記念式典挙行。
- 1991年 - 第十一代学校長に市川三千代が就任[16]。
- 1994年 - 第十二代学校長に長谷川栄一郎が就任[16]。
- 1996年 - 女子美術大学杉並校舎に展示施設「ガレリア ニケ」を開設。
- 2000年 - 女子美術大学創立100周年記念式典挙行[16]。女子美術大学百年史を発行[16]。第十三代学校長に洋画家の入江観（女子美術大学名誉教授）が就任。
- 2001年 - 女子美術大学相模原校舎に女子美術大学美術館（女子美アートミュージアム）を開設。
- 2006年 - 第十四代学校長に小河秋好が就任。
- 2007年 - 杉並キャンパスの整備事業を開始。「ガレリアニケ」を休廊し学外ギャラリー「女子美ガレリア ニケ」を開廊。
- 2008年 - 第十五代学校長に洋画家の鴫剛（女子美術大学名誉教授）が就任。
- 2009年 - 「女子美ガレリア ニケ」を休廊し中央区銀座に「銀座gallery女子美(GGJ)」を開廊。第十六代学校長に洋画家の継岡リツ（女子美術大学大学院兼任講師）が就任。
- 2010年 - 旧3号館を解体し付属校舎が落成（同年1月）。旧1号館を解体し駐輪・駐車場を設置。付属中学校に「桜」を追加し1学年4クラス・135名定員となる（同年4月）。旧和田寮を解体し新体育館が落成（同年10月）。
- 2012年 - 旧体育館を解体し7号館が落成（同年3月）。「銀座gallery女子美(GGJ)」を閉廊（同年3月）。旧東京文化幼稚園・小学校舎を取得し1号館へ改称。1号館内に「女子美ガレリア ニケ」を開廊し女子美術大学歴史資料室を併設。
- 2013年 - 旧4号館を解体しグラウンドを拡張。杉並キャンパスの整備事業を完了（同年3月）。第十七代学校長に版画家の小川正明（女子美術大学名誉教授）が就任（同年4月）。
- 2015年 - 女子美術大学付属高等学校・中学校創立100周年記念展覧会[17]および記念式典の開催、記念作品集・略年史の刊行、記念壁画の制作を挙行。
- 2017年 - 第十八代学校長に石川康子（女子美術大学特別招聘教授）が就任。
- 2019年 - 新4号館が落成（同年3月）。

## 教育課程
中学校では義務教育課程に加え、週4時間の美術教育が行われる。高等学校では普通科教育課程に加え、週6～10時間の美術教育が行われる。授業時間外の美術補講も行われる。
中学校では美術の基礎的な技術習得を中心に素描、着彩、彫塑、デザイン、版画、染色、工芸の他、素材の選び方、用具の扱い方、美術鑑賞マナーなど、美術の基礎知識の習得と技術力、表現力の向上を目指す。
高等学校ではより高度な技術習得を目的に、素描（鉛筆・木炭）、着彩（水彩・油彩）、彫塑・彫刻、版画、染色、工芸、陶芸、グラフィックデザイン、プロダクトデザイン、コンピューターグラフィックス、空間構成、美術史などを学び、技術力、表現力の向上と共に創造性の向上を目指す。通常授業課題（宿題）と美術課題の多い教育課程を構成している。
普通科教育課程では中学校からの内部生と、高等学校からの外部生とを混合する併設型中高一貫校教育を採用。高等学校入学試験では「学科試験」と「実技試験」の両試験が設けられる。

## 校風
- クラブ活動、学校行事が盛ん。奈良・京都研修旅行（4月、高3）、広島研修旅行（5月、中3）、スケッチ旅行（5月、中1（軽井沢）・中2（房総）・高1（安曇野））、アトリエ訪問（5月、高2）、運動会（6月）、オーストラリア語学研修旅行（夏季、希望制）、球技大会（9月）、10月の創立記念日前に開催される「女子美祭」は校内最大の催し。その他、美術鑑賞会（不定期）、スキー教室（冬季・希望制）、付属高等学校卒業制作展（3月）、パリ・イタリア研修旅行（春季・希望制（高校生のみ））、美術館訪問（不定期）、演劇・バレエ鑑賞会（不定期）などが行われる。

- 生徒会組織である「鏡友会」（大正6年発足）に各実行委員会を設け、運動会、女子美祭、部活動など、生徒運営による学内活動を行う。

- 6月に開催される運動会ではパフォーマンスアート、創作ダンス、ファッション造形など視覚・舞台芸術の要素を取り入れた応援合戦を披露する。ダンスの構成・選曲・振付・衣装制作は全て生徒による自主制作。

- 創立記念日（10月30日）前に開催される「女子美祭」は、全生徒作品の展示、選抜クラス展示の他、女子美祭実行委員会運営による管弦楽、声楽、演劇、洋舞、バトントワリング、ファッションショー、各部活・同好会展示や発表会などで賑わう付属校最大の催しである。

- 女子美祭ポスターは高等学校二学年に在籍する全生徒が夏季休業中（夏休み）に制作し、教員選考を経て、全校生徒による投票で決定する伝統行事である。原画はポスターの他、フライヤー、招待状にも使用される。女子美祭期間中は採用ポスターの実物展示の他、最終選考まで残った候補作品も同時展示される。

- 高等学校三年生は修学旅行で京都と奈良を訪問する。この修学旅行は日本美術史、東洋美術史、日本建築史を学ぶ研修旅行と位置づけられることから、女子美生に限り、一般には公開されていない寺社境内の特別見学や収蔵品の特別拝観が認められる。中等学校3年生は広島を中心に平和学習研究と瀬戸内での美術研修を行う。

- パリ・イル・ド・フランス（春季）、イタリア（春季）を訪問する美術研修旅行が行われ、西洋美術史・西洋建築史を学ぶ研修へ向う（海外研修は希望制）。パリではエコール・デ・ボザールを訪問し、専任スタッフによるガイド付き校内見学や、女子美パリ賞奨学生との交流会を行う。イタリアではミラノ・フィレンツェ・ローマの三都市を訪問し、古代ギリシャからルネッサンスへの変遷を体感する研修が行われ、フィレンツェの美術学校では版画・七宝の作品制作、ミラノでは女子美ミラノ賞奨学生との交流会が行われ、国際理解を深める海外研修を行う。

- オーストラリア語学研修旅行（夏季）はシドニー・メルボルンを訪問し、語学研修とホームステイ体験を通した異文化体験、現地高校生と共同美術制作を通した国際教育研修を行う。

- 女子美術大学と学術協定を結ぶドイツ・フィンランド・オーストラリアの中等学校から、短期留学生（女子高校生のみ、若干）を受け入れている。

- 高等学校三年生は「美術コース」「デザインコース」「工芸・立体コース（2019年度に新設）」に分かれ卒業制作を完成させる。卒業制作は「女子美術大学付属高等学校卒業制作展」に展示され一般公開される。

- クラス編成は中学校4クラス（松・竹・梅・桜、平成21年度入学生までは松・竹・梅の3クラス）、高等学校5クラス（松・竹・梅・桜・菊）。1964年（昭和39年）から3年間は「東京都高等学校生徒急増対策」の実施に伴い高等学校に1クラス追加し[19]、「楓」を新設した[20]。

## 校章
女子美術学校初代校長の藤田文蔵が八咫鏡をモチーフに中央に「美」の文字を配置した校章を考案した。鏡は自らの姿と行いを映すことから自省を促し「鑑」と記され手本を意味する。「女子美生は美の心を忘れず、身を鍛え、人の手本となる真摯な女性に成長して欲しい」との願いが込められている。校章に込められた「智の美」「芸（わざ）の美」「心の美」の三つの美の柱は女子美術大学の教育理念となっている。

## 校舎
2010年（平成22年）1月に完成した新校舎は、女子美の美術教育に特化した校舎として設計されており、絵画室（4室）、デザイン室（3室）、デッサン室、書道室、共通工房（2室）、CG教室が設置されている。生徒作品を展示するギャラリースペースは校舎内各所に設置されており、女子美生の作品を日常的に鑑賞できるレイアウトを採用している。教室間の仕切りは制作活動に合わせ大規模教室として使用できる可動間仕切りを採用している。校舎入口にエントランスギャラリーを設置し、生徒作品の展示や美術制作展会場として使用できる設計を採用している。生徒が使用する机と椅子は女子美生用に設計されたオリジナル製品を使用する。
校内に画材店「イワタ」が入店している。
校舎は女子美術大学杉並キャンパス内に所在し、キャンパス内の樹木は杉並区の保護樹木に指定されている。

## 制服
- 夏服 ジレ
- 冬服 ブレザー

※ 桑沢洋子デザインによる制服を「ブレザー」「ブラウス」「ジレ」の3ピース組み合わせで着用する。1954年（昭和29年）4月に採用されたプリーツスカート・リボン型制服を現在に至るまで使用している。襟元のリボンは女子美工芸科卒業生による手織り。2023年度より中学・高校共にスラックスを導入した。

## クラブ活動
文化部
- 茶道部
- 絵本部
- クロッキー部
- 漫画研究部
- イラスト研究部
- アニメーション部
- 写真部
- 文芸部
- 演劇部
- 管弦楽部
- 声楽部
- 美術部
- 華道部
- 書道部
- 家庭科部
- 英会話部
- 社会科研究部
- ギター部
- ファッションアート部

運動部
- バスケット部
- バレーボール部
- バドミントン部
- 卓球部
- 剣道部
- テニス部
- 弓道部
- ワンダーフォーゲル部
- バトン部
- 洋舞部

同好会
- サッカー
- 折り紙
- 化学
- ミステリー研究

## 著名な出身者
美術家
- 継岡リツ（洋画家）
- 福士朋子（洋画家）
- 津田裕子（彫刻家）
- 浜田涼（美術作家）
- 曽谷朝絵（画家・現代美術家）

イラストレーター
- べつやくれい
- 水谷さるころ
- 苗村さとみ

グラフィックデザイナー・アートディレクター
- 野田凪
- 吉田ユニ
- 島峰藍

ファッションデザイナー
- ひびのこづえ

インテリアデザイナー
- 大御堂美唆

文学
- 芥川耿子（エッセイスト、児童文学者、詩人）
- 山本陽子（詩人）
- 岩崎リズ（脚本家）

女優
- 戸田春子
- 三田佳子
- 吉村実子
- 桃井かおり
- 岡まゆみ
- 賀来千香子
- 安田成美（※中退）
- 川奈まり子
- 岡安由美子
- 森脇由紀

歌手
- 高村亜留

舞踊家
- 市川壽紅（日本舞踊家）
- 小松原庸子（フラメンコダンサー）
- 岡本佳津子（バレエダンサー・バレエ指導者）

音楽家
- 福崎至佐子（ヴァイオリニスト）

タレント
- 川幡由佳

声優
- 庄司宇芽香
- 石津彩

スポーツ選手
- 久米直子（競泳選手、1980年モスクワ・1984年ロサンゼルスオリンピック日本代表）

社会起業家
- 大葉ナナコ

福祉活動家
- 菅寿子
- 矢島せい子

管理栄養士
- 麻生れいみ

## 主な受賞歴
- 全日本学生美術展
- 東京私立中学高等学校生徒写真・美術展（激励賞・特選多数）
- 国際高校生選抜書展（南関東地区団体賞・準大賞）
- 高校生国際美術展（東京都知事賞（2022年））
- ターナー・アワード（学校賞・高校部門（2010・2011年）、最優秀高等学校賞（2012年）、高等学校最優秀賞（2013年・2015年））[21]
- 全国高等学校ファッションデザイン選手権大会（優勝（2001・2003・2015年（15回記念特別賞を同時受賞））、第3位（2005年）、審査委員長特別賞（2008年）、審査員特別賞（2002・2014年））
- 全国高等学校パソコンコンクール（審査委員特別賞（2011年））
- 全国高等学校漫画選手権大会（第24回本選大会出場校）
- 東京都高等学校文化連盟書道展（東京都教育委員会賞<最高賞>（2022年）・会長奨励賞（2015年））
- 全国高等学校総合文化祭（第40回）書道部門・東京都代表（2016年ひろしま総文）、（第41回）書道部門・東京都代表<特別賞>（2017年みやぎ総文）、（第47回）書道部門・東京都代表<特別賞>（2023年かごしま総文）
- 全国高等学校写真選手権大会（第24回）優秀賞<旭川市長賞>（2017年）
- カーデザインコンテスト（主催：自動車技術会）[22]（第2回カーデザイン大賞（最優秀賞）、第3回カーデザイン賞（高校生の部）、第1回・2回・4回・5回ダビンチ賞（高校生の部）、第2回ダビンチ賞（中学生の部）、第1回・3回・5回・8回審査員特別賞、第2回・3回・4回・5回佳作（高校生の部））
- 高円宮杯日本武道館書写書道大展覧会（日本武道館賞（第38回・2023年））

## 交通
- 東京メトロ丸ノ内線東高円寺駅下車 1・2番出口より徒歩8分
- 東京メトロ丸ノ内線新中野駅下車 1・2番出口より徒歩8分

## 付属大学・施設
- 女子美術大学
- 女子美術大学短期大学部
- 女子美術大学美術館

## その他
- 2005年3月に玩具デザイナーの高木ゆうき（株式会社タカラトミー所属、女子美付属高等学校卒業生）企画による「女子美リカちゃん」（第1弾・販売元：タカラ）を発売。2006年3月には「女子美リカちゃん2」（第2弾）を発売した[23]。2022年3月には3作品目となる「女子美リカちゃん3」を発売した[24]。

- 『GA 芸術科アートデザインクラス』制作時の取材・美術協力を担当。

- 杉並区と連携協定を結び、杉並区内のアートプロジェクトに参加している[25]。

## 公式サイト
- 女子美術大学付属高等学校・中学校